# Agey
Agey település Franciaországban, Côte-d’Or megyében. Lakosainak száma 259 fő (2022. január 1.). Agey Mesmont, Prâlon, Remilly-en-Montagne, Sainte-Marie-sur-Ouche és Gissey-sur-Ouche községekkel határos.

## Népesség
A település népességének változása:
| Lakosok száma | 162  | 152  | 208  | 269  | 295  | 297  | 278  | 266  | 264  | 259  |
|               | 1968 | 1982 | 1990 | 2006 | 2013 | 2015 | 2017 | 2019 | 2020 | 2022 |